# Troglodytes ochraceus
A Troglodytes ochraceus a madarak osztályának verébalakúak (Passeriformes) rendjébe és az ökörszemfélék (Troglodytidae) családjába tartozó faj.

## Rendszerezése
A fajt Robert Ridgway amerikai ornitológus írta le 1882-ben.

## Alfajai
- Troglodytes ochraceus ochraceus (Ridgway, 1882) - Costa Rica és Panama nyugati része
- Troglodytes ochraceus festinus (Nelson, 1912) - Panama keleti része  [2]

## Előfordulása
Costa Rica és Panama területén honos. Természetes élőhelyei a szubtrópusi és trópusi hegyi esőerdők. Állandó, nem vonuló faj.

## Megjelenése
Testhossza 10 centiméter, testtömege 8-10 gramm.

## Természetvédelmi helyzete
Az elterjedési területe elég kicsi, egyedszáma ugyan csökken, de még nem éri el a kritikus szintet. A Természetvédelmi Világszövetség Vörös listáján nem fenyegetett fajként szerepel.